# Tynderö landskommun
Tynderö landskommun var en tidigare kommun i Västernorrlands län.

## Administrativ historik
Tynderö landskommun inrättades den 1 januari 1863 i Tynderö socken i Medelpad  när 1862 års kommunalförordningar trädde i kraft. 
Kommunen upphörde vid kommunreformen 1952, då den uppgick i Hässjö landskommun. Sedan 1971 tillhör området Timrå kommun.

## Kommunvapen
Tynderö landskommun förde inte något vapen.

## Politik

### Mandatfördelning i valen 1938-1946
| 6 | 6 | 2 | 1 |

| 15 |

| 6 | 6 | 3 |

| 14 |

| 5 | 7 | 5 |

| 15 |

### Fotnoter
1. ↑  Per Andersson: Sveriges kommunindelning 1863-1993, Draking, Mjölby 1993, ISBN 91-87784-05-X, s. 92